# Ashraf Waheed Al Sebaie
Ashraf Waheed Al Sebaie (5 luglio 1991) è un calciatore bahreinita, portiere del Manama e della Nazionale di calcio del Bahrain.

## Carriera

### Club
Ha sempre giocato nel campionato di casa.

### Nazionale
Ha esordito in Nazionale nel 2015.